# Jani Sievinen
Jani Nikanor Sievinen (Vihti, 31 de março de 1974) é um nadador finlandês, medalha de prata nos 200 metros medley nas Olimpíadas de Atlanta em 1996.
Ele ganhou seu primeiro título em 1993 no Campeonato Europeu de Natação, em Sheffield, e tornou-se campeão mundial um ano mais tarde, em 1994 no Mundial de Roma, na Itália, em particular nos 200m medley. Sievinen competiu em quatro Olimpíadas consecutivas, começando em 1992. Em Barcelona ficou em quarto lugar nos 200m medley, em Atlanta 1996 obteve a medalha de prata, em Sydney 2000 ficou em oitavo e em Atenas 2004 finalizou em 20º lugar.
No Europeu de piscina curta de 2006, em Helsinque, o quatro vezes campeão Mundial e doze vezes campeão Europeu concluiu seus 16 anos de carreira internacional que se iniciou com o ouro nos 50 metros costas no Europeu em Gelsenkirchen (Alemanha) em 1991. É chamado "Senhor Natação Finlândia" no seu país.
Sievinen foi recordista mundial dos 200 metros medley em piscina olímpica entre 1991 e 2003. Na piscina semi-olímpica, foi recordista mundial dos 100 metros medley entre 1996 e 2000, dos 200 metros medley entre 1992 e 2000 e dos 400 metros medley entre 1993 e 1997.